# Giacomo Gatti (regista)

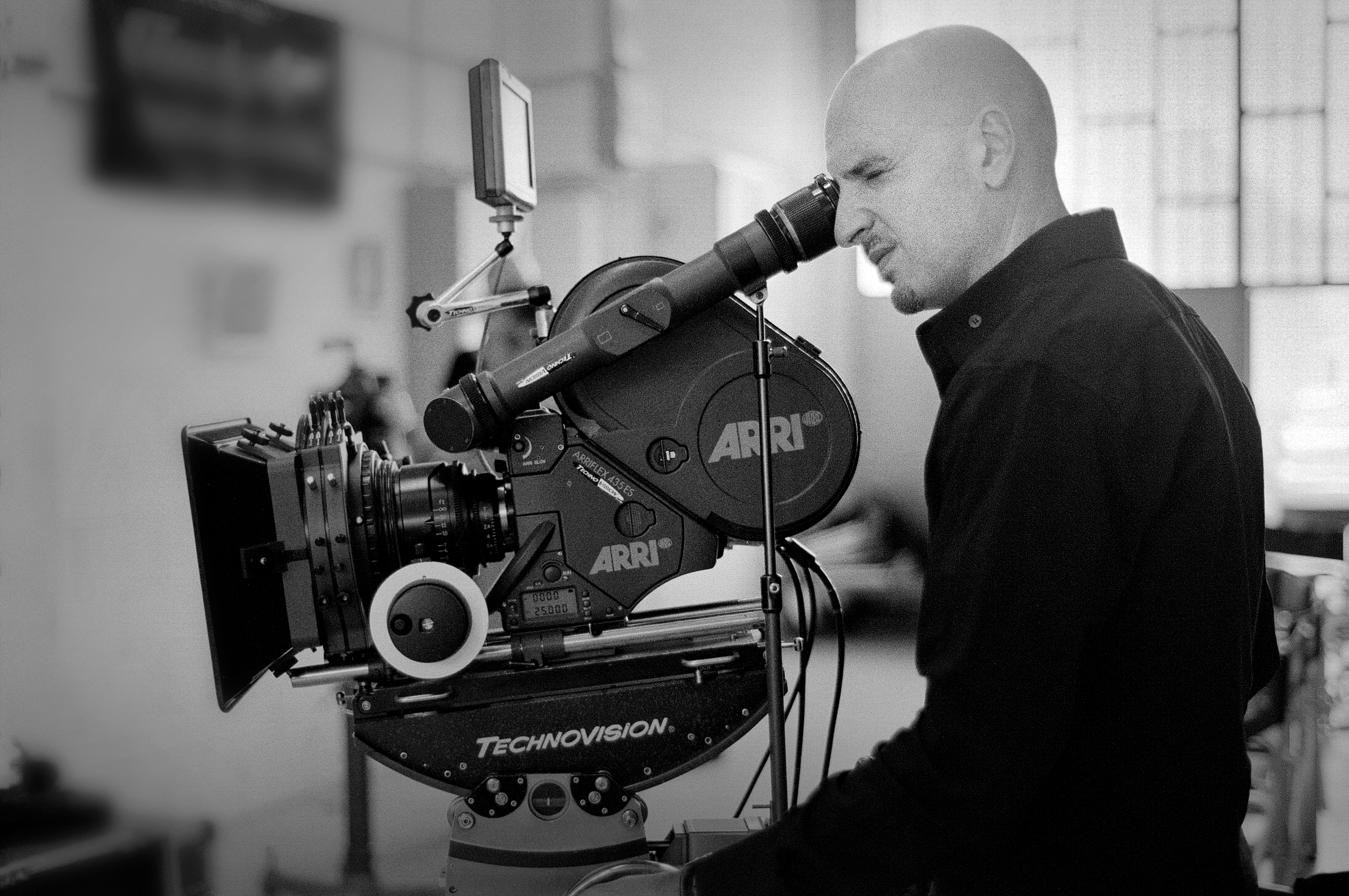
Giacomo Gatti sul set

Giacomo Gatti (Milano, 20 novembre 1972) è un regista italiano.

## Biografia
Vive e lavora a Milano come regista, docente e giornalista.
Fin dalle scuole medie è un appassionato cinefilo e gira i primi cortometraggi all’età di 13 anni; durante l’adolescenza avvia collaborazioni con circoli cinematografici milanesi e studia incessantemente tutto il cinema di Alfred Hitchcock, Sergio Leone e Dario Argento.
Dal 1997 diventa aiuto regista di Nadia De Paoli lavorando per diversi anni con le principali agenzie e case di produzione pubblicitaria di Milano.
Tra il 1997 e il 2008 dirige alcuni cortometraggi in pellicola, tra i quali “La prova”, “Il vuoto”, “L'apprendista” e “1937” (co-diretto con Francesco Carrozzini) che partecipano e ottengono riconoscimenti in festival cinematografici nazionali ed internazionali, tra cui: Mostra internazionale d'arte cinematografica di Venezia, Locarno Film Festival, Annecy cinéma italien, Miami Film Festival, Arcipelago Festival Internazionale di Roma, Milano Film Festival, Filmmaker Film Festival, Genova Film Festival.
Dal 2006 al 2018 stringe un sodalizio con il regista Ermanno Olmi, collaborando alla regia di tutti i suoi documentari tra cui: Oltre il muro della Falck (2006-incompiuto), Atto Unico di Jannis Kounellis (2007), Terra Madre (2009), Rupi del vino (2009), La gara – Á toute èpreuve (2011), Il pianeta che ci ospita (2015) e Vedete, sono uno di voi (2017).
Nel 2012 dirige Rutger Hauer e Giancarlo Giannini nel film Michelangelo - Il cuore e la pietra, docufiction co-prodotta da Sky Italia che inaugura il canale TV Sky Arte.
Nel 2018 dirige il film documentario Il fattore umano, lo spirito del lavoro, presentato alla Festa del Cinema di Roma; un viaggio in forma di documentario alla ricerca di storie positive legate al mondo del lavoro italiano.
Nel 2019 dirige il film Palladio, docufiction sull'architetto rinascimentale Andrea Palladio interpretato, tra gli altri, dal teorico dell'architettura britannico Kenneth Frampton e dal grande architetto statunitense Peter Eisenman.
Insegna al Politecnico di Milano nella facoltà Design degli interni.

## Filmografia

### Regista
- La prova - cortometraggio (2000)
- Il vuoto - cortometraggio (2002)
- L'apprendista - cortometraggio (2004)
- 1937 - cortometraggio (2008)
- Michelangelo - Il cuore e la pietra (2012)
- Il fattore umano, lo spirito del lavoro (2018)
- Il fiume di Annibale - cortometraggio (2019)
- Palladio (2019)
- Il gran viziato (2025)
- L'energia della creazione (2025)

### Collaboratore alla regia
- Oltre il muro della Falck (2006-incompiuto) di Ermanno Olmi
- Atto Unico di Jannis Kounellis (2007) di Ermanno Olmi
- Rupi del vino /2009) di Ermanno Olmi
- La gara – Á toute èpreuve (2011) di Ermanno Olmi
- Il pianeta che ci ospita (2015) di Ermanno Olmi
- Vedete, sono uno di voi (2017) di Ermanno Olmi

### Sceneggiatore
- Il fattore umano, lo spirito del lavoro (2018)
- Il fiume di Annibale (2019)
- Palladio (2019)